# Abhijeet Gupta
Abhijeet Gupta, hindi अभिजीत गुप्ता (Bhilwara, 18 ottobre 1989), è uno scacchista indiano.
Gupta è stato un enfant prodige degli scacchi: nel 2001 vinse il campionato assoluto del Rajasthan all'età di 11 anni e 8 mesi, e nel 2002 il campionato indiano juniores (under-19), all'età di 13 anni e 10 giorni.
Ha ottenuto il titolo di Maestro Internazionale a 15 anni e quello di Grande maestro a 18 anni, in seguito alla vittoria nel Campionato del mondo U20 del 2008 a Gaziantep in Turchia.
Ha raggiunto il massimo Elo in ottobre 2012, con 2667 punti, 4ºindiano e 83º al mondo.

## Altri risultati

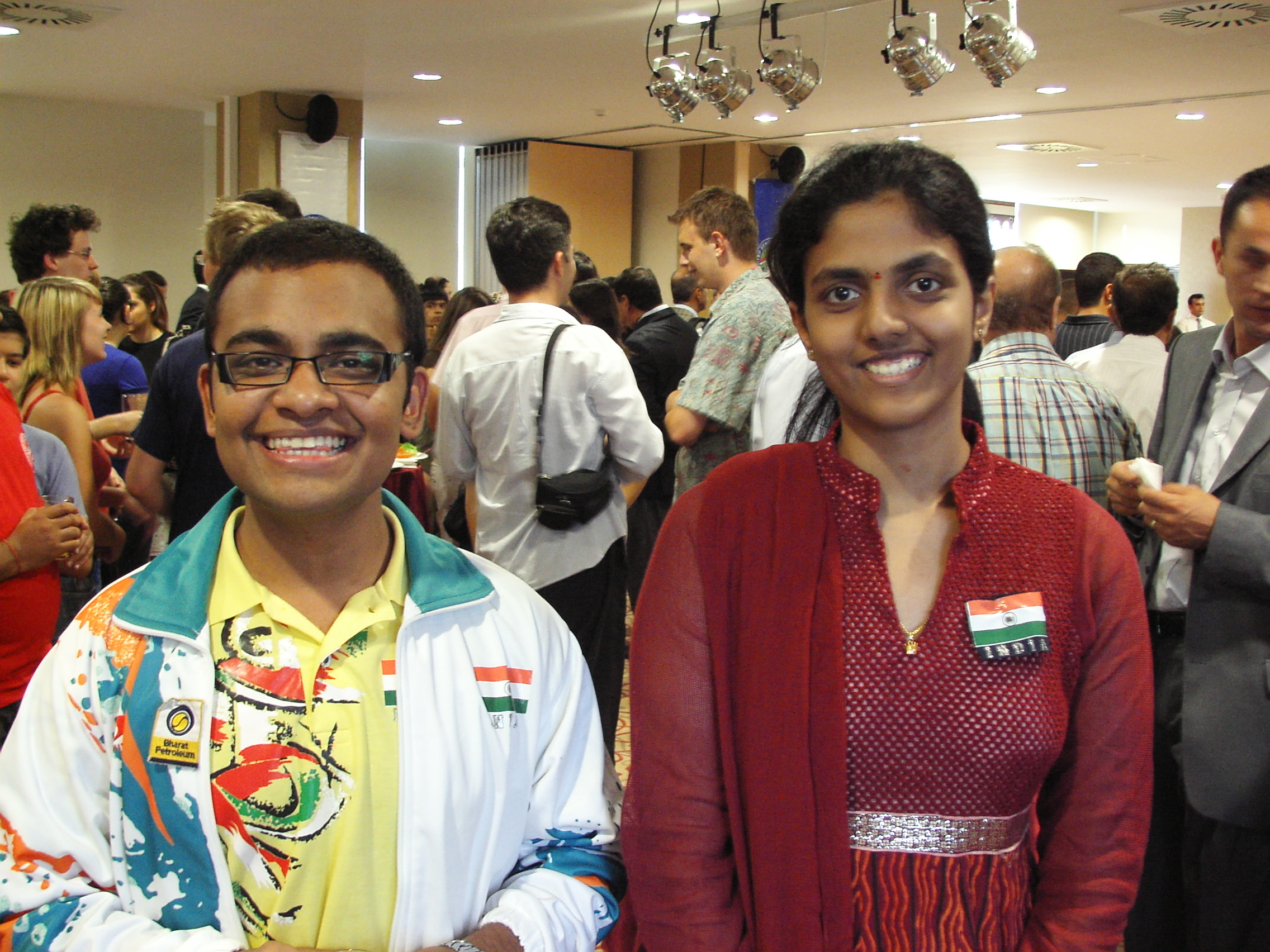
Nel 2008 assieme a Dronavalli Harika, entrambi quell'anno campioni del mondo juniores

- 2007 :  pari 3º nell'open di Balaguer con 7,5/10, dietro a Aleksandǎr Delčev e Vinay Bhat;
- 2008 :  vince il Parsvnath Open di Nuova Delhi con 7,5/9, davanti a Parimarjan Negi e altri 23 GM;
- 2011 :  vince il 13º campionato open di Dubai;[2]
- 2013 :  pari 2º-4º con Tigran Petrosyan e Magesh Panchanathan nel torneo "Orissa International GM Open".[3]
- 2014 :  in maggio vince l'Agzamov Memorial di Tashkent con 7,5/9, davanti a Jurij Kuzubov e altri 80 giocatori.[4]
- 2019 :  in febbraio vince a Cannes il Festival International des Jeux con 7,5/9.[5] In aprile si classifica 8º nel Reykjavík Open con 7 punti su 9, a pari merito con altri sette giocatori, il torneo verrà vinto grazie allo spareggio tecnico da Constantin Lupulescu[6]. In giugno partecipa come N.10 del tabellone al Campionato asiatico individuale nel quale giunge 7º con 6 punti su 9 (+5 =2 -2).[7] Tra giugno e luglio a Nuova Delhi vince il Commonwealth Chess Championship con 7,5 su 9.[8]
- 2024  :  in gennaio vince il Torneo di scacchi di Hastings ottenendo 7,5 punti su 9 [9] .

## Onorificenze
Nel 2013 il governo indiano gli ha assegnato il Premio Arjuna per meriti sportivi.